# Kokomo (band)
Kokomo is een Britse soulband. Kokomo werd opgericht in mei 1973 door Tony O'Malley en Terry Stannard, ex-leden van de popband Arrival. De muzikanten Glenn LeFleur, Tony Beard, John McKenzie, Chris Mercer, Andy Hamilton, Mark Smith, Neal Wilkinson en Neil Conti speelden op verschillende tijden met de band.

## Bezetting
Huidige leden
- Frank Collins (ex-Arrival, zang)
- Tony O'Malley (ex-Arrival, keyboards, zang)
- Neil Hubbard (ex-Grease Band, gitaar)
- Mel Collins (ex-King Crimson, saxofoon, fluit)
- Jim Mullen (gitaar)
- Jody Linscott (percussie)
- Jennifer Maidman (basgitaar)
- Helena-May Harrison (zang)
- Frank Tontoh (drums)

Vroegere leden
- Dyan Birch (ex-Arrival, zang)
- Alan Spenner (ex-Grease Band, basgitaar, zang)
- Terry Stannard (drums)
- Glenn LeFleur (drums, percussie)
- Tony Beard (drums)
- John McKenzie (basgitaar)
- Chris Mercer (saxofoon)
- Andy Hamilton (saxofoon)
- Mark Smith (basgitaar)
- Neal Wilkinson (drums)
- Neil Conti (drums)
- Adam Phillips
- Bernie Holland

## Geschiedenis
Het eerste optreden van Kokomo was in 1973 in The Pheasantry in Chelsea, waar de bandroadie Franky Blackwell de bandnaam verzon. Kokomo bouwde een vroege reputatie op in het pubrockcircuit. Jody Linscott vervoegde zich bij de band toen deze speelde in Dingwall en ze trad met hen op terwijl ze daar werkte als serveerster.
Het eerste album Kokomo (1975) werd begroet door de New Musical Express als het beste debuutalbum van een Britse band sinds jaren. Geïnspireerd door het streng gedisciplineerde spel van Alan Spenner en Neil Hubbard, werd Kokomo een aparte blanke soulband, met vier uitgelichte zangers. In 1975 huurde Bob Dylan de band in om hem te helpen met de opname van zijn album Desire. Een song met de band, het Latijns gekruide Romance in Durango verscheen op het album en Catfish verscheen daarna op The Bootleg Series-compilatie. Een achtergelaten nummer was een disco/funk-versie van Hurricane. Terry Stannard, Linscott en Jim Mullen vertrokken na het eerste album. Kokomo's tweede album Rise & Shine (1976) werd gezien als een teleurstelling door NME en de band verloor snel hun impulsen. Beide albums werden slecht verkocht in het Verenigd Koninkrijk, maar plaatsten zich in de Verenigde Staten op #159 en op #194 voor de opvolger, wiens titelnummer Use Your Imagination zich plaatste op de 81e plaats in de Billboard Hot 100 en de r&b-hitlijst midden 1976. 
In januari 1977 werd een onzekere onderbreking aangekondigd en bandleden gingen hun eigen weg. Het laatste studio-album, uitgebracht in 1982 na een langdurige onderbreking, bevatte de bescheiden hit A Little Bit Further Away, die zich plaatste in de Britse single-hitlijst (#45).
Kokomo ging verder met optreden met een flexibele bezetting, totdat Alan Spenner overleed in augustus 1991. In mei 2008 werd Kokomo opnieuw geformeerd met Mel Collins, Tony O'Malley, Neil Hubbard, Mark Smith, Adam Phillips, Andy Hamilton, Paddy McHugh, Dyan Birch, Frank Collins, Bernie Holland en Glenn Le Fleur. In 2009 overleed bassist Mark Smith in Battersea.
In augustus 2014 promootte Sue Martin van Rootsaroundtheworld.com een Kokomo-revivaltournee, die goed werd ontvangen door de clubs in Londen. De bezetting voor deze show bestond uit Tony O'Malley, Frank Collins, Dyan Birch, Paddie McHugh, Helena-May Harrison, Neil Hubbard, Jim Mullen, Jennifer Maidman, Nigel Hitchcock, Frank Tontoh en Glenn LeFleur. Meerdere shows volgden in 2014.
Verdere shows in 2015/2016 werden afgewerkt door de zeven oorspronkelijke leden Tony O'Malley, Frank Collins, Paddie McHugh, Neil Hubbard, Jim Mullen, Mel Collins, Jody Linscott, Jennifer Maidman, Helena-May Harrison en Frank Tontoh. Kokomo trad op in de Royal Festival Hall in Londen in november 2015 met The Average White Band als deel van het EFG London Jazz Festival.

## Discografie

### Albums
- 1975: Kokomo (geproduceerd door Chris Thomas)
- 1977: Rise & Shine (geproduceerd door Brad Shapiro)
- 1982: Kokomo (geproduceerd door Leo Graham en James Mack)
- 1992: The Collection
- 1975, 1998: Live in Concert, 1975
- 1974, 2004: To Be Cool (opgenomen in 1974)
- 1981, 2014: Live at The Venue, 1981